# Ectmesopus placidus
Ectmesopus placidus is een keversoort uit de familie bladkevers (Chrysomelidae). De wetenschappelijke naam van de soort werd in 1867 gepubliceerd door Suffrian.